# Mieczysław Grudzień

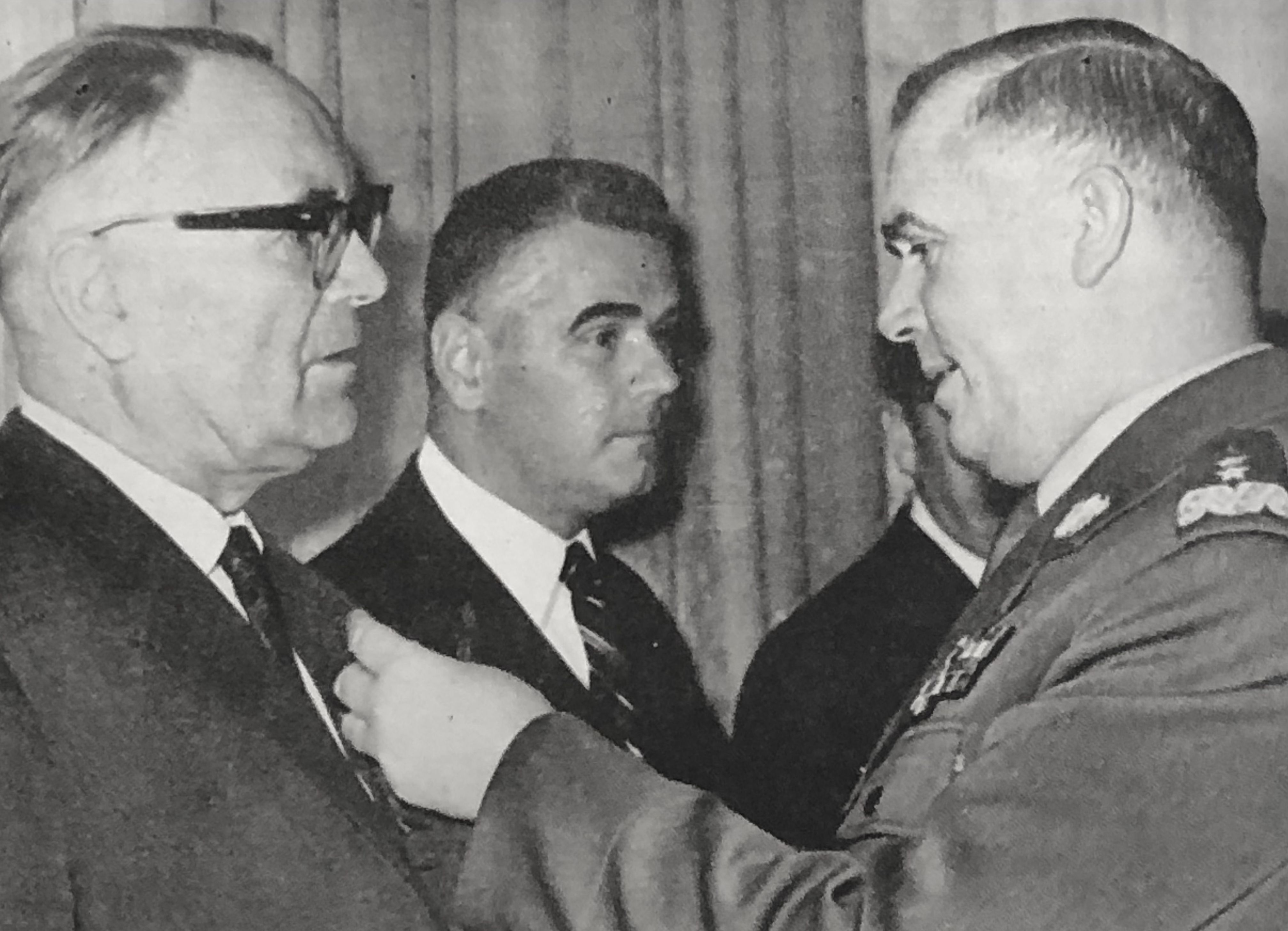
Minister do spraw kombatantów Mieczysław Grudzień (z prawej) odznacza weteranów

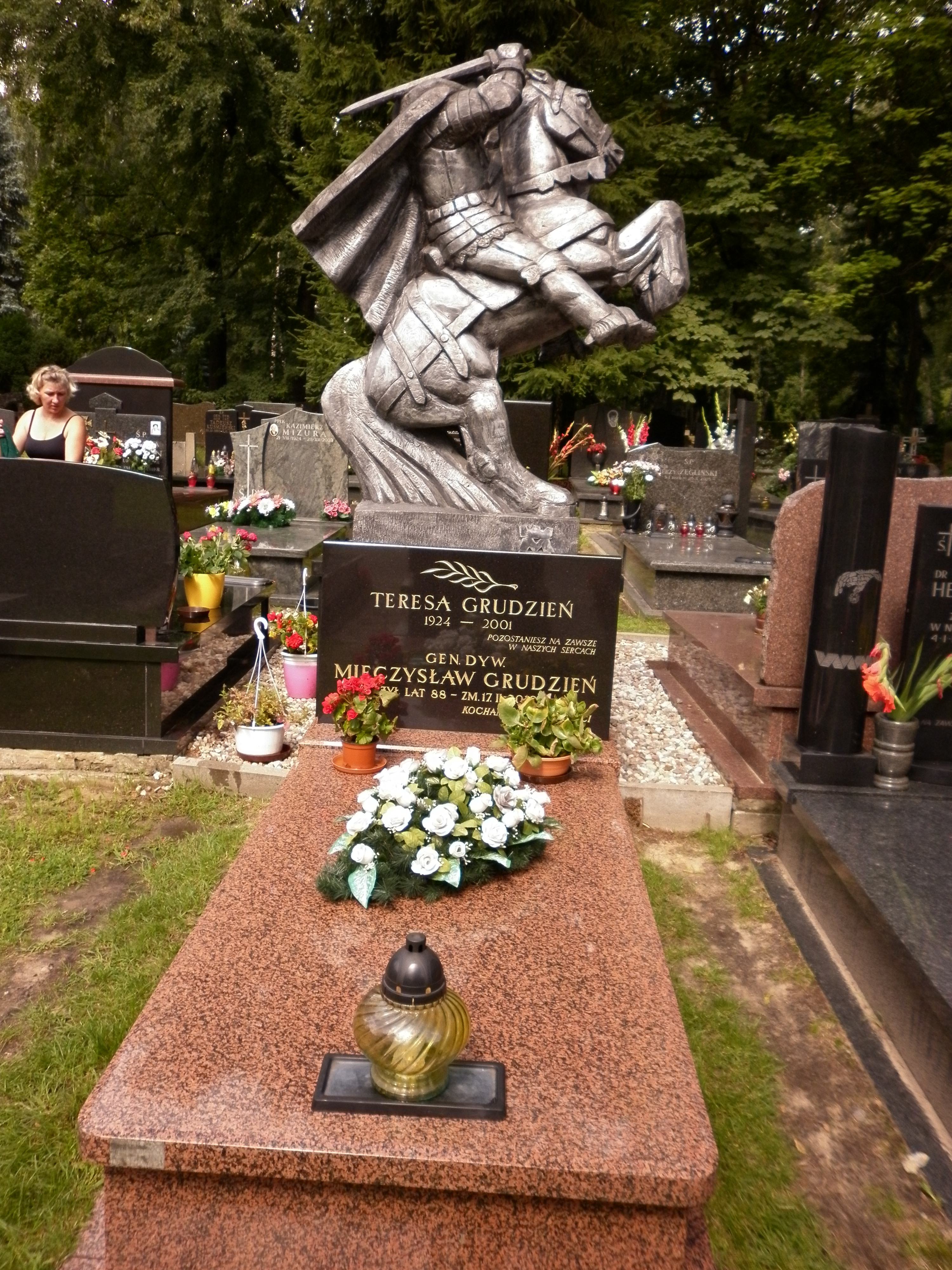
Grób Mieczysława Grudnia i jego żony Teresy na Wojskowych Powązkach

Mieczysław Grudzień (ur. 9 stycznia 1922 w Majkach Małych, zm. 17 lutego 2010 w Warszawie) – kontradmirał i generał dywizji Wojska Polskiego. Działacz państwowy i partyjny, I zastępca szefa Głównego Zarządu Politycznego WP (1971–1972), członek Komitetu Centralnego PZPR, minister ds. kombatantów (1972–1981), wiceprezes Rady Naczelnej Związku Bojowników o Wolność i Demokrację (1974–1990).

## Życiorys
Syn Stefana i Józefy. Krótko po urodzeniu znalazł się wraz z rodziną w Belgii i Francji, gdzie pracował jako górnik. Działał w ruchu oporu w okresie II wojny światowej. Był założycielem polonijnego Związku Młodzieży Polskiej „Grunwald” oraz członkiem Francuskiej Partii Komunistycznej. Po powrocie do Polski pracował w aparacie partyjnym Polskiej Partii Robotniczej (do której wstąpił w 1946). Od maja 1949 był żołnierzem zawodowym Wojska Polskiego. Odbył roczne przeszkolenie w Wyższej Szkole Oficerów Politycznych w Rembertowie. W latach 1950–1951 zastępca dowódcy 70 pułku artylerii haubic w Gnieźnie, a w latach 1951–1952 zastępca komendanta Centrum Wyszkolenia Kwatermistrzowskiego w Poznaniu. W latach 1955–1956 ukończył wyższy kurs akademicki w Akademii Politycznej w Moskwie, a w 1962 w systemie zaocznym studia w Wojskowej Akademii Politycznej w Warszawie, uzyskując dyplom magistra. Pełnił wiele kierowniczych funkcji w aparacie politycznym Wojska Polskiego, był m.in. szefem Wydziału Politycznego Głównego Zarządu Tyłów WP oraz szefem Zarządu Politycznego Instytucji Centralnych Ministerstwa Obrony Narodowej (1953–1956). Następnie był szefem Zarządu Politycznego Wojskowej Służby Wewnętrznej MON (1957–1965) – od 1962 w randze zastępcy szefa Wojskowej Służby Wewnętrznej MON ds. politycznych (kolejno gen. Aleksandra Kokoszyna i gen. Teodora Kufla). Od 1965 zajmował stanowisko zastępcy dowódcy Marynarki Wojennej ds. politycznych (1965–1968). Od 1968 był zastępcą szefa Głównego Zarządu Politycznego WP, a od 1971 I zastępcą szefa Głównego Zarządu Politycznego WP. Od 1968 był także przewodniczącym Komisji Kontroli Partyjnej WP.
W październiku 1967 został uchwałą Rady Państwa mianowany kontradmirałem w korpusie oficerów politycznych. Nominację otrzymał w Belwederze z rąk przewodniczącego Rady Państwa Edwarda Ochaba. W październiku 1971 mianowany generałem dywizji. Akt nominacyjny odebrał z rąk przewodniczącego Rady Państwa Józefa Cyrankiewicza.
W latach 1972–1981 pełnił funkcję ministra ds. kombatantów w kolejnych rządach Piotra Jaroszewicza, i Piotra Jaroszewicza i Edwarda Babiucha oraz Edwarda Babiucha, Józefa Pińkowskiego i Wojciecha Jaruzelskiego. Odwołany przez Sejm PRL w październiku 1981, pozostał na czele resortu (Urzędu do Spraw Kombatantów) jako kierownik urzędu. W czerwcu 1982 nastąpiły przekształcenia w administracji rządowej, Urząd utracił status organu naczelnego (pozostał urzędem centralnym); Grudzień ponownie stanął na jego czele jako prezes (w randze podsekretarza stanu), ale nie wchodził już w skład Rady Ministrów. Kierował Urzędem do jego likwidacji 24 października 1987. Z dniem 5 lipca 1988 zakończył zawodową służbę wojskową i przeszedł w stan spoczynku.
Wielokrotnie był członkiem instancji partyjnych na różnych szczeblach w wojsku. Od 1968 był wybierany na czterech kolejnych zjazdach PZPR (1968, 1971, 1975, 1980) w skład centralnych władz partyjnych, był członkiem Centralnej Komisji Kontroli Partyjnej PZPR (1968–1971), zastępcą członka Komitetu Centralnego PZPR (1971–1975) i członkiem KC PZPR (1975–1981). W latach 1974–1983 członek Prezydium Zarządu Głównego Towarzystwa Przyjaźni Polsko-Radzieckiej, w latach 1974–1990 wiceprezes Rady Naczelnej Związku Bojowników o Wolność i Demokrację. W sierpniu 1984 wszedł w skład Obywatelskiego Komitetu Obchodów 40. Rocznicy Powstania Warszawskiego.
25 lutego 2010 pochowany bez asysty wojskowej na Cmentarzu Wojskowym na Powązkach w Warszawie (kwatera EII-2-4). W pogrzebie wzięli udział współtowarzysze służby i pracy m.in. b. I sekretarz KC PZPR Stanisław Kania, b. członek Biura Politycznego KC PZPR gen. broni w st. spocz. Józef Baryła oraz b. wiceminister spraw wewnętrznych gen. dyw. w st. spocz. Lucjan Czubiński.

## Życie prywatne
Mieszkał w Warszawie. Żonaty z Teresą Grudzień (1924-2001). Był bratem Zdzisława Grudnia – działacza PZPR, w latach 70. członka Biura Politycznego KC PZPR i I sekretarza KW PZPR w Katowicach.

## Ordery i odznaczenia
- Order Budowniczych Polski Ludowej (1979)
- Order Sztandaru Pracy I klasy
- Order Sztandaru Pracy II klasy
- Krzyż Komandorski Orderu Odrodzenia Polski (1972)
- Złoty Krzyż Zasługi
- Krzyż Partyzancki[6]
- Medal 10-lecia Polski Ludowej
- Medal 30-lecia Polski Ludowej
- Medal 40-lecia Polski Ludowej (1984)[7]
- Medal Zwycięstwa i Wolności 1945
- Złoty Medal „Siły Zbrojne w Służbie Ojczyzny”
- Srebrny Medal „Siły Zbrojne w Służbie Ojczyzny”
- Brązowy Medal „Siły Zbrojne w Służbie Ojczyzny”
- Złoty Medal „Za zasługi dla obronności kraju” (1973)[8]
- Srebrny Medal „Za Zasługi dla Obronności Kraju”
- Brązowy Medal „Za Zasługi dla Obronności Kraju”
- Złota odznaka honorowa „Zasłużony Pracownik Morza” (1968)[9]
- Medal im. Ludwika Waryńskiego (1986)[10]
- Złota Odznaka Honorowa Towarzystwa Przyjaźni Polsko-Radzieckiej
- Odznaka „Za Zasługi dla ZBoWiD”
- Odznaka 25-lecia Ligi Obrony Kraju (1970)[11]
- Złota odznaka honorowa „Za Zasługi dla Warszawy” (1972)[12]
- Honorowa Odznaka Miasta Łodzi (1974)[13]
- Honorowa Odznaka 30-lecia PPR (1972)[14]
- Order Czerwonego Sztandaru (Czechosłowacja, 1971)[15]
- Medal „Za umacnianie Przyjaźni Sił Zbrojnych” III klasy (Czechosłowacja)
- Krzyż Oficerski Orderu Legii Honorowej (Francja)
- Medal jubileuszowy „Dwudziestolecia zwycięstwa w Wielkiej Wojnie Ojczyźnianej 1941–1945” (Związek Radziecki)
- Medal jubileuszowy „Trzydziestolecia zwycięstwa w Wielkiej Wojnie Ojczyźnianej 1941–1945” (Związek Radziecki)
- Medal jubileuszowy „Czterdziestolecia zwycięstwa w Wielkiej Wojnie Ojczyźnianej 1941–1945” (Związek Radziecki)[16]
- Honorowa odznaka Radzieckiego Komitetu Weteranów Wojny (Związek Radziecki, 1972)[17]
- Honorowy Medal Międzynarodowej Federacji Bojowników Ruchu Oporu (1986)[18]
- inne medale i odznaczenia pamiątkowe, jubileuszowe, organizacyjne, regionalne i zagraniczne